# Ross Marquand

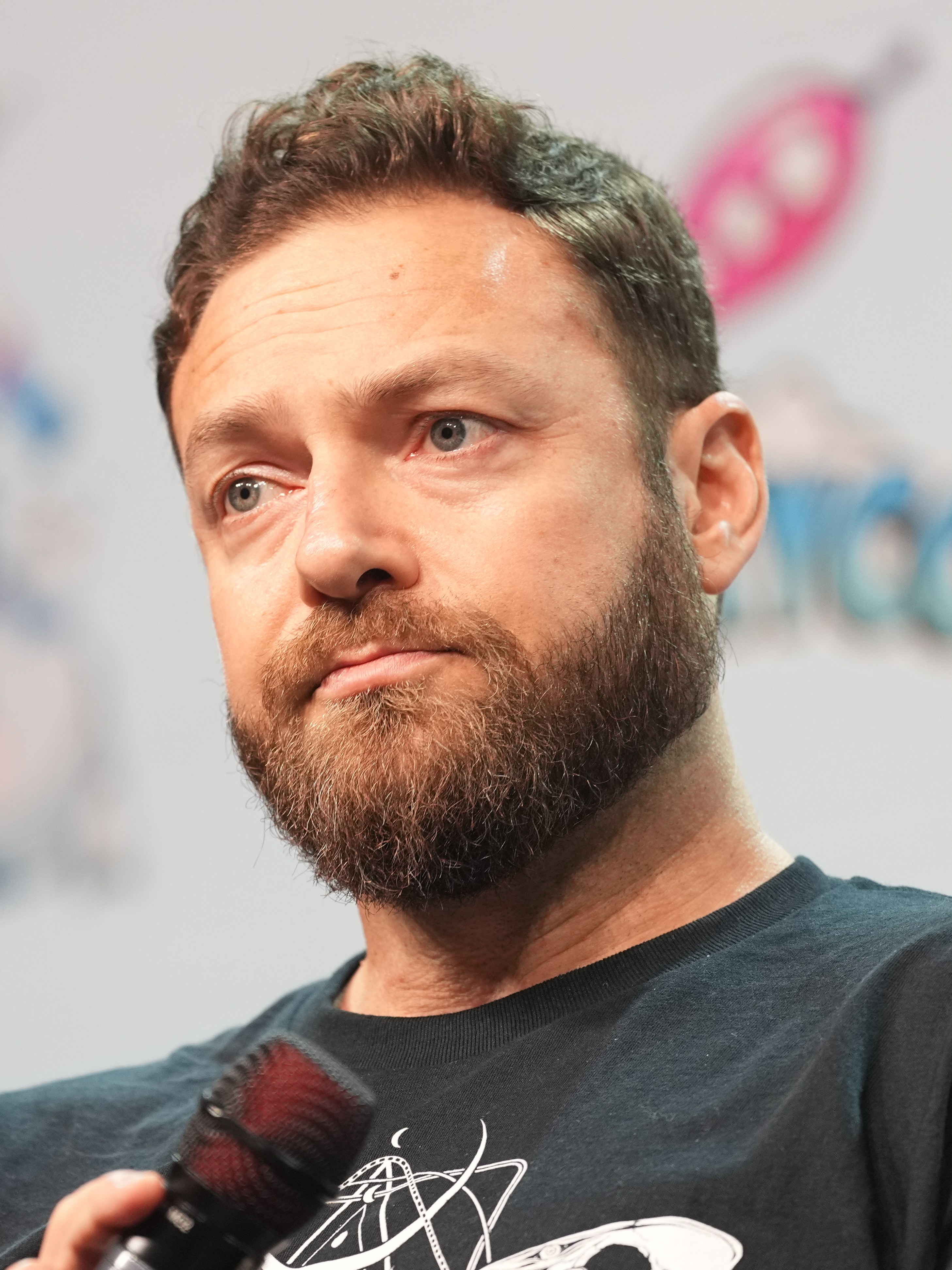
Ross Marquand (2024)

Ross Marquand (* 22. August 1981 in Denver, Colorado) ist ein US-amerikanischer Film- und Theaterschauspieler.

## Leben
Marquand erhielt seine Ausbildung in Theater an der University of Colorado in Boulder (Abschluss Bachelor of Fine Arts). Er erhielt hierbei auch eine Ausbildung in Gesang. Kurz darauf zog er nach Los Angeles und sammelte Erfahrungen in mehreren Film- und Fernsehprojekten. So verkörperte er hier 2013 in der Fernsehserie Mad Men die Leinwand-Legende Paul Newman und stellte sein Gesangstalent in den Fernsehserien Phineas und Ferb (2014) und Conan (2013–2015) und in Videospielen wie Battlefield Hardline unter Beweis. 2012 war er in einer Rolle im Film Broken Roads sowie 2013 im Film Down and Dangerous zu sehen. Seit Februar 2015 stellt Marquand in der Fernsehserie The Walking Dead die Figur Aaron dar.
Im Deutschen wurde Marquand von Oliver Feld (Fernsehserie Mad Men), Matthias Klie (Fernsehserie Phineas und Ferb) und Marius Clarén (Fernsehserie The Walking Dead) synchronisiert. Im Film Avengers: Infinity War wurde Marquand in der Rolle von Red Skull von Kaspar Eichel synchronisiert, ebenso in Avengers: Endgame.

## Filmografie (Auswahl)
- 2009: I Heart Vampires (Fernsehserie, 5 Episoden)
- 2009: A Lonely Place for Dying (auch Produzent)
- 2010: Happily After
- 2010: Woodshop
- 2012: Broken Roads
- 2013: Down and Dangerous
- 2013–2015: Conan (Fernsehserie, 3 Episoden)
- 2014: Amira & Sam
- 2014: Camera Trap
- 2015: Impress Me (Fernsehserie, 13 Episoden, auch Produzent)
- 2015: Spare Change
- 2015–2022: The Walking Dead (Fernsehserie, 68 Episoden)
- 2017: The Last Tycoon (Fernsehserie, 2 Episoden)
- 2018: Avengers: Infinity War
- 2018–2020: Family Guy (Fernsehserie, 6 Episoden, Sprechrolle)
- 2019: Avengers: Endgame
- 2021, 2023–2024: What If…? (Fernsehserie, 6 Episoden)
- seit 2021: Invincible (Fernsehserie, Stimme)
- 2022: Doctor Strange in the Multiverse of Madness (Stimme)
- seit 2024: X-Men ’97 (Fernsehserie)
- 2025: Descendent